# 毛序小檗
毛序小檗（学名：Berberis trichiata）是小檗科小檗属的植物，为中国的特有植物。分布在中国大陆的西藏等地，生长于海拔3,500米的地区，多生在云杉林缘，目前尚未由人工引种栽培。